# John George Haigh
Pour les articles homonymes, voir Haigh.
John George Haigh (né le 24 juillet 1909 à Stamford dans le Lincolnshire– mort le 10 août 1949 à la prison de Wandsworth à Londres) est un tueur en série britannique. Il boit le sang de certaines de ses victimes à l’aide d’une paille plantée dans leur veine jugulaire, dissout leur corps dans de l'acide sulfurique et réalise des faux en écriture pour les dépouiller de leurs biens. Il est condamné à mort pour le meurtre de six personnes, bien qu'il revendique l'assassinat de neuf personnes. Il est pendu dans la cour de la prison de Wandsworth de Londres.

## Sa jeunesse
L'enfance de John George Haigh est marquée très tôt par l'imprégnation des principes religieux du fait que ses parents John (contremaître dans les mines) et Emily était membres d'une secte fondamentaliste chrétienne, Assemblées de Frères. C'est ainsi qu'afin d'éviter que le Mal ne pénètre dans leur foyer familial, l'introduction de journaux, de la radio ou même des divertissements les plus simples était proscrit. George n'a pas le droit de pratiquer de sport en dehors de l'école, et en toute occasion il doit être impeccablement vêtu. La famille qui s'adonne quotidiennement à la lecture de la Bible dont les prescriptions devaient être prises au pied de la lettre, refuse tout contact avec l'extérieur en dehors des autres membres de la secte. De ce fait, George devient un garçon solitaire, qui en dehors de l'école ne fréquente guère les autres enfants. Il racontera dans ses Mémoires écrites en prison que son enfance est marquée par des délires mystiques qui peuplent ses nuits de rêves mortifères, notamment de crucifix sous lesquels il tient une coupe pour la remplir du sang des crucifiés et le boire.
Lors de ses études, il se montre paresseux et immature, ne manifestant un certain don que pour les sciences, et négligeant les matières qui lui déplaisent. Élevé dans la crainte de la punition divine et celle du diable, il sombre dans l'hystérie religieuse et découvre que ses mensonges ne seraient punis ni par Dieu ni par les hommes. Velléitaire et cynique, il fait alors profiter auprès de ses camarades de ses talents de faussaire, c'est ainsi que sa carrière criminelle débute.
À 17 ans, Haigh quitte l'école, sans diplôme, et son premier employeur se plaint de sa paresse.
En juillet 1934, il épouse Béatrice Hammer, un ancien mannequin devenue serveuse dans un bar. Moins de quatre mois plus tard, Haigh est condamné à 15 mois de prison pour escroquerie (vente de voitures imaginaires), les deux époux se séparent alors et ne se sont plus jamais revus, Haigh apprenant par la suite qu'elle a mis au monde une fille de lui pendant son incarcération et qu'elle l'a fait adopter. Dès lors, il sombre définitivement dans la délinquance en commençant par voler des voitures, puis entreprend d'obtenir de l'argent grâce à des escroqueries  à l'assurance ou en achetant à crédit tout en donnant des adresses fictives, ce qui lui vaut à nouveau d'être condamné.
Libéré de prison pour la 3e fois, en septembre 1943, Haigh obtient un emploi de représentant de commerce pour le compte d'une petite fabrique d'articles de fantaisie basée à Crawley, dans le Sussex de l'Ouest. Mais, malgré des conditions de vie honorables, Haigh est de nouveau attiré par les lumières de Londres. Durant l'été de 1944, il y loue une chambre meublée puis crée une compagnie appelée Union Group Engineering. Peu après, il rencontre William Mc Swan, un ami de longue date qui était propriétaire de salles de divertissement et dont il fut en 1936 le chauffeur. Mc Swan, qui refuse d'être envoyé sur le front de la Seconde Guerre mondiale, est attiré dans l'atelier de Haigh qui prétexte qu'il peut le cacher. Il est sa première victime "connue".

## Ses victimes
- William Donald McSwann, 6 septembre 1944, son ancien employeur
- Donald McSwann et Amy McSwann, le 2 juillet 1945, les parents de William devenus trop inquisiteurs à son goût. Il se fait alors passer pour William auprès de leur notaire afin de récupérer leurs biens
- Archibald Henderson et Rosalie Henderson, le 12 février 1948, qu'il appâte en se faisant passer pour un potentiel acquéreur de leur maison
- Olive Henrietta Robarts Durand-Deacon, le 18 février 1949. Cette riche et respectable veuve disparaît de l'hôtel londonien dans lequel vit également Haigh qui l'a attirée dans son atelier, proposant à cette femme se plaignant d'avoir des ongles décalcifiés qu'il pourrait lui en fabriquer des faux en plastique. Il ne s'agit tout d'abord que d'un cas de disparition parmi d'autres mais, bientôt, les policiers découvrent une effroyable série de meurtres.

## Condamnation et exécution
Haigh se prend depuis toujours pour un juriste, comme en témoignent de nombreuses escroqueries qu'il commet en se faisant passer pour tel. Dans le cadre de ses lectures, il tombe sur l'expression latine Corpus delicti (en) (que l'on peut librement traduire du latin par « corps du délit »), qualifiant l'essence même du délit, dont l'accusation doit prouver l'existence. Haigh ne connaît guère le latin et encore moins le droit : il croit que cette expression désigne de manière tout à fait littérale le corps, et en conclut que nul ne peut être convaincu de meurtre si l'on ne retrouve pas le corps de la victime. C'est pourquoi il dissolvait le corps de ses victimes dans une baignoire remplie de solution d'acide sulfurique concentrée.
Sa conviction en la matière apparaît totale lorsque, ayant avoué le meurtre de Mme Durand-Deacon, il demande triomphalement aux policiers : « Comment pouvez-vous prouver qu'il y a eu meurtre, s'il n'y a pas de corps ? »
Il va découvrir l'étendue de son erreur, et apprendre qu'il pouvait être condamné sur la base du plus infime indice (en), grâce aux progrès de la médecine légale qui permet d'identifier, malgré la dissolution dans l'acide, les traces de graisse humaine, les fragments de dents et les calculs biliaires de Madame Durand-Deacon.
Reconnu coupable de meurtre, il est pendu à la prison de Wandsworth de Londres, par le bourreau Albert Pierrepoint, le 10 août 1949.

## Postérité
- L'affaire John George Haigh est scénarisée en 1951 dans l'épisode The Jar of Acid de la série radiophonique The Black Museum (en).
- Sa statue de cire est exposée dans la chambre des horreurs du musée Madame Tussauds à Londres. Conformément aux derniers vœux de Haigh, ses vêtements habillent sa réplique en cire qui est exposée à côté de celle de Jack l'Éventreur[7].